# Biblioteca Municipal Central de Santa Cruz de Tenerife
La Biblioteca Municipal Central de Santa Cruz de Tenerife inaugurada en 1888, es la cabecera del Sistema Bibliotecario Municipal (SBM). Está ubicada en el edificio Tenerife Espacio de las Artes (TEA) y forma parte de la Red de Bibliotecas Canarias (BICA). 

## Historia
La primera biblioteca pública de la ciudad de Santa Cruz fue auspiciada en 1872 por dos entidades privadas, el Gabinete Instructivo de Santa Cruz de Tenerife y la Sociedad Económica de Amigos del País de Santa Cruz de Tenerife, teniendo como sede el Establecimiento de Segunda Enseñanza de la actual plaza Ireneo González.
En 1882 el Ayuntamiento de la ciudad les cedió un local del exconvento de San Pedro de Alcántara, y a finales de 1887 Francisco de León Morales ofreció 1580 volúmenes de la biblioteca heredada de su padre, a cambio de la plaza de bibliotecario, con un salario de 1500 pesetas anuales.
La Biblioteca Municipal de Santa Cruz de Tenerife fue inaugurada el 2 de abril de 1888. Desde 2009 forma parte de la Red de Bibliotecas Canarias (BICA).

## Sedes

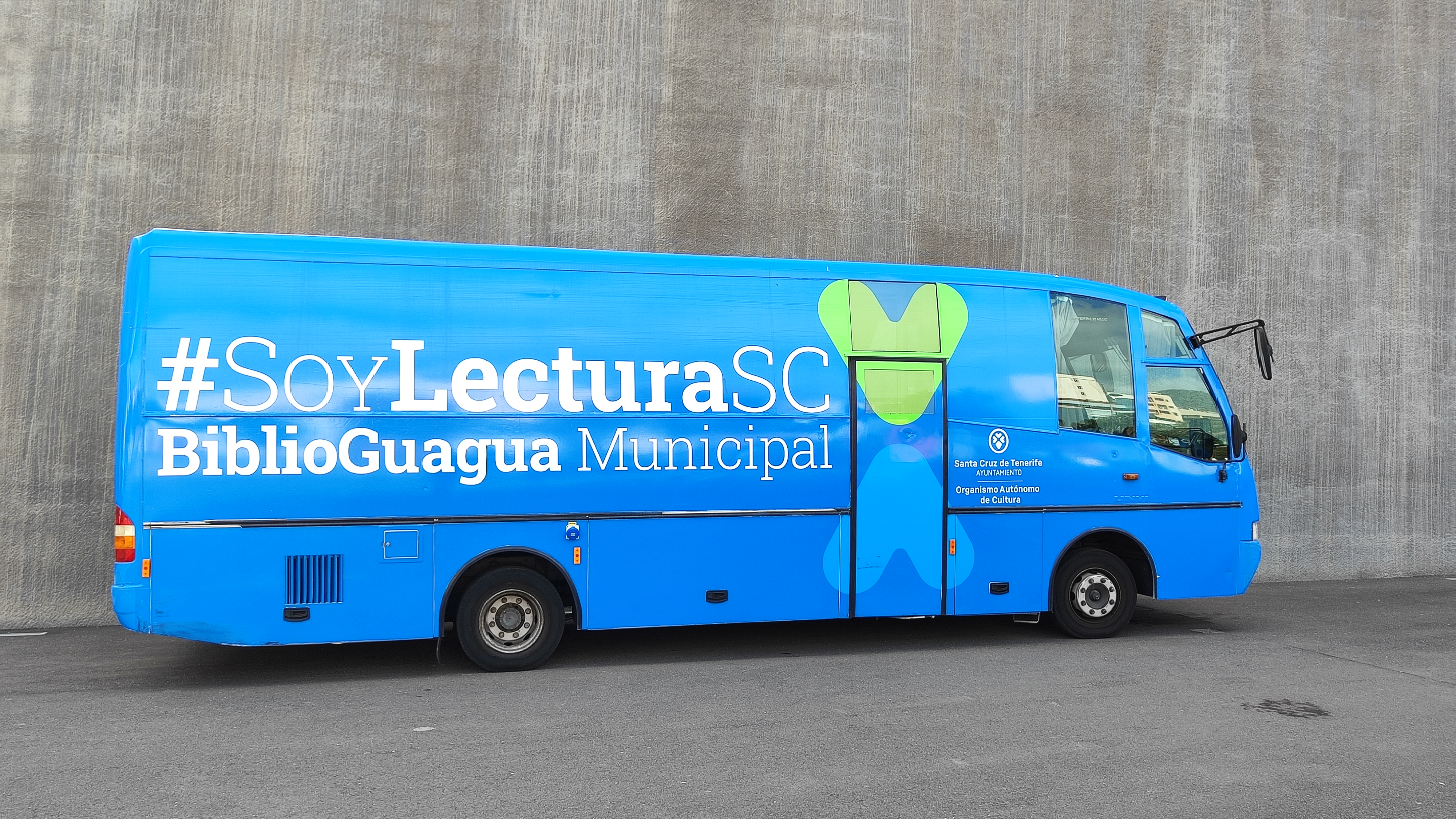
Biblioguagua

Fue instalada inicialmente en la iglesia de San Francisco de Asís secularizada. En 1927 se instaló temporalmente en las instalaciones del Colegio de Abogados. En 1932 se trasladó, junto con el Museo de Bellas Artes, al edificio construido expresamente en la calle José Murphy de la Plaza del Príncipe. En 1999, se amplió la instalación ocupando los edificios de los antiguos juzgados bajo de la denominación de Espacios Culturales-Biblioteca y Museo Municipal. En 2008 la biblioteca se trasladó a su nueva sede en el Tenerife Espacio de las Artes (TEA).
La Biblioteca Municipal, pasó a llamarse Biblioteca Municipal Central, como cabecera del Sistema Bibliotecario Municipal (SBM), que lo componen también el bibliobús (Biblioguagua), en funcionamiento desde 1977, que recorre 30 barrios periféricos de la ciudad, con 90 000 habitantes, la Biblioteca Federico García Lorca, inaugurada en 1995, en el distrito de Ofra; y en 2002, la Biblioteca José Saramago en el distrito de Añaza.

## Estructura
La biblioteca central se divide en tres áreas: la sala general en la planta baja;la Biblioteca infantil y juvenil en el sótanoy una parte no pública de depósito y administración. 

### Sala general

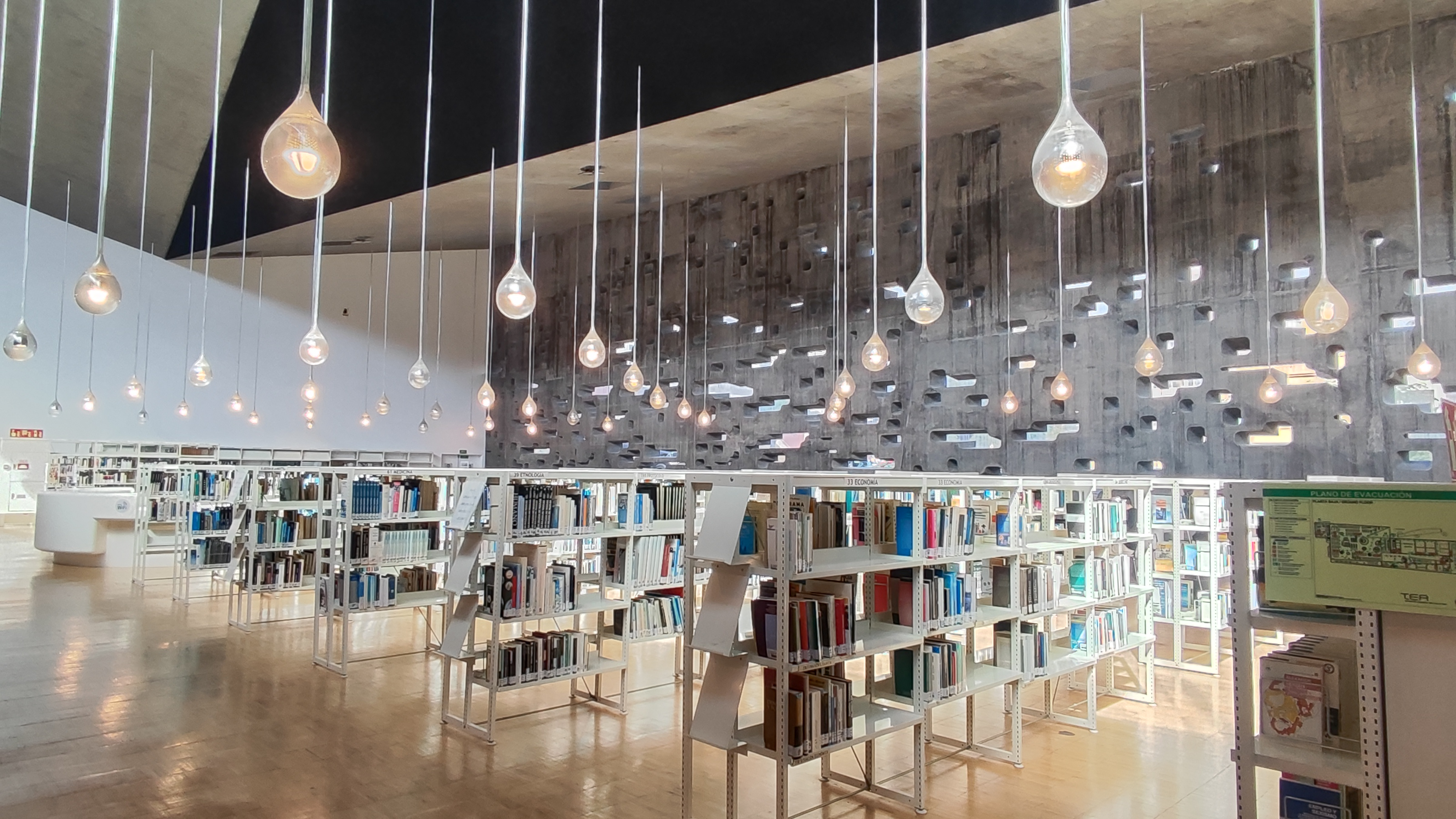
Sala de trabajo general

En la Sala General, las personas usuarias tienen acceso a alrededor de 200 puestos de trabajo en escritorios, cada uno con iluminación y conexión eléctrica independientes. Además, hay alrededor de 100 puestos de lectura en sofás y 36 puestos de trabajo con ordenador para uso general, así como dos ordenadores para consultas de catálogos y una fotocopiadora de pago mediante monedas. Tanto el salón como la cafetería de al lado disponen de WiFi gratuito. 
El personal de la biblioteca está disponible en siete ubicaciones. La sala está climatizada y es accesible las 24 horas del día, todos los días, incluidos domingos y festivos (por lo que la biblioteca está siempre abierta). 
Hay alrededor de 100 000 libros y 14 000 CD y DVD en los estantes. En un área designada de la sala se realizan periódicamente exposiciones sobre temas de actualidad. En una parte especial de esta sala se encuentra el archivo de periódicos. Allí se pueden consultar directamente las ediciones actuales de la prensa diaria local y de grandes partes de la prensa nacional e internacional. 
Cuenta con una importante hemeroteca con casi 2400 títulos, de los cuales casi 800 son publicaciones periódicas canarias, siendo el más antiguo el Semanario Misceláneo Enciclopédico, primer periódico impreso en Canarias en 1785. Dispone de casi la totalidad de la prensa periodística de la isla de Tenerife, así como documentos originales, microfilms o copias digitales.

### Biblioteca infantil y juvenil
La biblioteca infantil y juvenil dispone de 150 puestos de lectura. Presenta alrededor de 20 000 libros y 3000 CD y DVD en los estantes. Hay doce estaciones de trabajo informáticas para uso general. Por la mañana se imparten cursos de informática para personas mayores. Se puede contactar al personal de la biblioteca en dos ubicaciones. Durante las vacaciones se realizan diversas actividades para público infantil y juvenil. Esta parte de la biblioteca está abierta los días escolares de lunes a viernes.

### Parte no pública
En la parte no pública de la biblioteca hay cuatro puestos de trabajo adicionales donde se pueden consultar documentos grabados en microfilm. El depósito alberga alrededor de 200 000 documentos originales.[cita requerida]

## Fondos
En sus inicios, contenía 7000 volúmenes, principalmente procedentes de la Sociedad Económica de Amigos del País y de Francisco de León Morales. La biblioteca fue enriqueciendo sus fondos con otros procedentes de instituciones como los del Gabinete Instructivo y la Academia de Dibujo. O de particulares como Ireneo González, Patricio Estévanez o Erasmo de Armas y más recientemente los de Francisco Aguilar y Paz y Alfonso Borges GonzálezHasta los años 50 del siglo XX, no existió una política de compras planificada.
En 1988 se inició el proceso de informatización del catálogo de la biblioteca. En 1999 se modernizaron y ampliaron los servicios bibliotecarios con la incorporación del préstamo externo, la inauguración de una sala multimedia con ordenadores para el uso público y préstamos de documentos en soporte CD/DVD y la organización de diversas actividades de animación a la lectura, tanto para población infantil como adulta. 
Sus fondos se cifran en alrededor de 200 000 obras, entre las que se incluyen ediciones nacionales y extranjeras desde el siglo XVI y sobre todo de los siglos XVIII y XIX. Tiene un importante fondo canario, constituido por obras de autor o temática locales. En 2009, los fondos fueron integrados en la Red de Bibliotecas Canarias (BICA).

### Acceso y uso
El acceso a las instalaciones de la biblioteca es gratuito. Para utilizar los ordenadores de la biblioteca es necesario presentar documento de identidad. Para realizar préstamos, es necesario registrarse y obtener el carnet de la biblioteca, que es gratuito y es válido para todas las bibliotecas de la Red de Bibliotecas Canarias. El préstamo de obras en sí es gratuito. Las fotocopias, las impresiones y la participación en algunos eventos especiales (cursos) están sujetas a una tarifa.[cita requerida]